# Marnie
Marnie és una pel·lícula estatunidenca de 1964 dirigida per Alfred Hitchcock i protagonitzada per Tippi Hedren i Sean Connery. El guió, de Jay Presson Allen, està basat en la novel·la homònima de Winston Graham.
Es tracta d'un thriller psicològic, en què Hitchcock dona un tractament força sòrdid de la sexualitat femenina, tret que caracteritza gran part de l'obra del director. Ha estat doblada al català.

## Argument
Marnie Edgar (Tippi Hedren) és una dona jove, amb una por inexplicable envers els homes i les tempestes, una aversió per tot contacte físic i pànic al color vermell. És una lladre compulsiva, i utilitza els seus encants especials perquè Sidney Strutt (Martin Gabel) li doni una feina sense tenir referències. Marnie sobreviu robant en les empreses per a les quals treballa i canviant de personalitat en cada nova ocupació fins que coneix Mark Rutland (Sean Connery), un vidu propietari d'una gran companyia publicitària.
Però l'empresa de Mark és client de Sidney, i la víctima l'informa sobre la lladre i el robatori. Quan Marnie demana feina en el negoci publicitari, Mark se sent intrigat i interessat pel seu cas; arriba a sentir afecte per ella; després d'haver estat robat també li fa xantatge perquè es casi amb ell, amenaçant-la de descobrir-la si no ho fa.
Durant el viatge de nuvis, Mark s'adona de la frigidesa de la seva dona. Ell no ho respecta, i Marnie es mostra hostil amb ell, i finalment la viola per tal de consumar el matrimoni. Això fa que l'endemà ella intenti suïcidar-se, però el seu marit aconsegueix evitar que es mati.
De tornada, Mark tractarà de descobrir la causa de les diverses psicopaties de Marnie i el motiu del seu estrany comportament.

## Repartiment
| Intèrpret        | Personatge                      | Veu en català        |
| ---------------- | ------------------------------- | -------------------- |
| Tippi Hedren     | Marnie Edgar                    | Pilar Rubiella       |
| Sean Connery     | Mark Rutland                    | Jordi Royo           |
| Diane Baker      | Lil Mainwaring, cunyada de Mark | Montse Miralles      |
| Martin Gabel     | Sidney Strutt                   | Joan Crosas          |
| Louise Latham    | Bernice Edgar, mare de Marnie   | Elsa Fàbregas        |
| Bob Sweeney      | cosí Bob                        | Claudi García        |
| Milton Selzer    | home a les curses               | Eduard Lluís Muntada |
| Mariette Hartley | Susan Clabon                    | Àngels Gonyalons     |
| Alan Napier      | Sr. Rutland, pare de Mark       | Isidro Sola          |
| Bruce Dern       | mariner                         | Pep Anton Muñoz      |
| John Launer      | Sam Ward                        | Antonio Crespo       |
| Edith Evanson    | Rita, dona de la neteja         | Rosa Maria Pizà      |
| Meg Willie       | Sra. Turpin                     | Enriqueta Linares    |
| Kimberly Beck    | Jessica «Jessie» Cotton         | Aurora García        |
| Rupert Crosse    | encarregat                      | Enric Arquimbau      |
| Henry Beckman    | primer detectiu                 | desconeguda          |

Alfred Hitchcock fa el seu cameo en el minut 5 de la pel·lícula: apareix en el passadís de l'hotel quan passa Marnie.

## Producció
- Hitchcock volia Grace Kelly per al paper de Marnie, però quan això es va fer públic l'actriu ja era princesa de Mònaco, els seus súbdits van oposar-s'hi i ella va rebutjar el treball. Posteriorment, el director també va pensar en les actrius Eva Marie Saint, Lee Remick, Vera Miles i Susan Hampshire, però finalment es va quedar amb Tippi Hedren.[3]
- La pel·lícula va ser rodada a les Muntanyes Blue Ridge, Atlantic City (Nova Jersey), Middleburg (Virgínia), l'estació de tren de Filadèlfia i altres indrets de Nova Jersey i Pennsilvània.[4]